# Autodafè (Frankie hi-nrg mc)
Autodafè è un singolo del rapper italiano Frankie hi-nrg mc, il terzo estratto dal secondo album in studio La morte dei miracoli e pubblicato nel 1998.
Nello stesso anno è stato pubblicato un maxi singolo contenente versioni originali e remixate di Autodafè e Quelli che benpensano, intitolato Autodafè + Quelli che benpensano.
La canzone è stata inserita nella raccolta Rap©ital in una nuova versione, chiamata Autodafé vs Profondo rosso, dove la base del brano è proprio la colonna sonora del film di Dario Argento.

## Video musicale
Il video musicale è tra i più cupi realizzati da Frankie: egli si trova in una camera insonorizzata, molto stretta e buia, insieme ad Ice One, e mentre canta la canzone dietro di lui vengono proiettati degli spezzoni dei suoi precedenti videoclip. La regia del video è stata affidata anche a Riccardo Sinigallia.

## Tracce
CD promozionale
1. Autodafè (Ice One Remix) – 3:30
2. Autodafè (DJ Style Remix) – 3:18
3. Autodafè (Album Version) – 4:00

CD maxi-singolo – Autodafè + Quelli che benpensano
1. Autodafè (DJ Style Remix) – 3:18
2. Autodafè (Ice One Remix) – 3:30
3. Autodafè (Album Version) – 4:00
4. Quelli che benpensano (Ice One Remix) – 4:12
5. Quelli che benpensano (Dj Style Remix) – 4:14
6. Quelli che benpensano (Album Version) – 4:11
7. Autodafè (DJ Style Strumentale) – 3:18
8. Autodafè (Ice One Strumentale) – 3:30
9. Autodafè (Album Version Strumentale) – 4:00
10. Quelli che benpensano (Ice One Strumentale) – 4:12
11. Quelli che benpensano (DJ Style Strumentale) – 4:14
12. Quelli che benpensano (Album Version Strumentale) – 4:11

12"
- Lato A

1. Autodafè (DJ Style Remix) – 3:18
2. Autodafè (DJ Style Remix Strumentale) – 3:18
3. Autodafè (DJ Style Bonus Beat) – 1:08
4. Autodafè (Album Version) – 4:00

- Lato B

1. Autodafè (Ice One Remix) – 3:30
2. Autodafè (Ice One Remix Strumentale) – 3:30
3. Autodafè (Ice One Bonus Beat) – 1:08
4. Autodafè (Album Version Strumentale) – 4:00